# 168-я улица (Нью-Йоркское метро)
168-я улица (англ. 168th Street) — это пересадочный узел Нью-Йоркского метро. Он расположен на пересечении Бродвея, Сент-Николас-авеню и 168-й улицы.
В пересадочный узел входят станции следующих линий:
- линия Бродвея и Седьмой авеню, Ай-ар-ти,
- линия Восьмой авеню, Ай-эн-ди.

На станциях пересадочного узла останавливаются маршруты:
- 1, A (круглосуточно),
- C (круглосуточно, кроме ночи).

## Платформы линии Бродвея и Седьмой авеню, Ай-ар-ти
|   |   |   |   |
| · | · | · | · |

|   |   |   |   |
| · | · | · | · |

«168-я улица» (англ. 168th Street) — станция Нью-Йоркского метрополитена, расположенная на линии Бродвея и Седьмой авеню, Ай-ар-ти.  На станции останавливается маршрут 1 (круглосуточно). Станция открылась 16 марта 1906 года и состоит из двух боковых платформ.
Эта станция — одна из трёх во всём метрополитене, на которые можно попасть только на лифте. Остальные две — это соседняя 181-я улица, а также расположенная на той же линии в Бруклине Кларк-стрит.

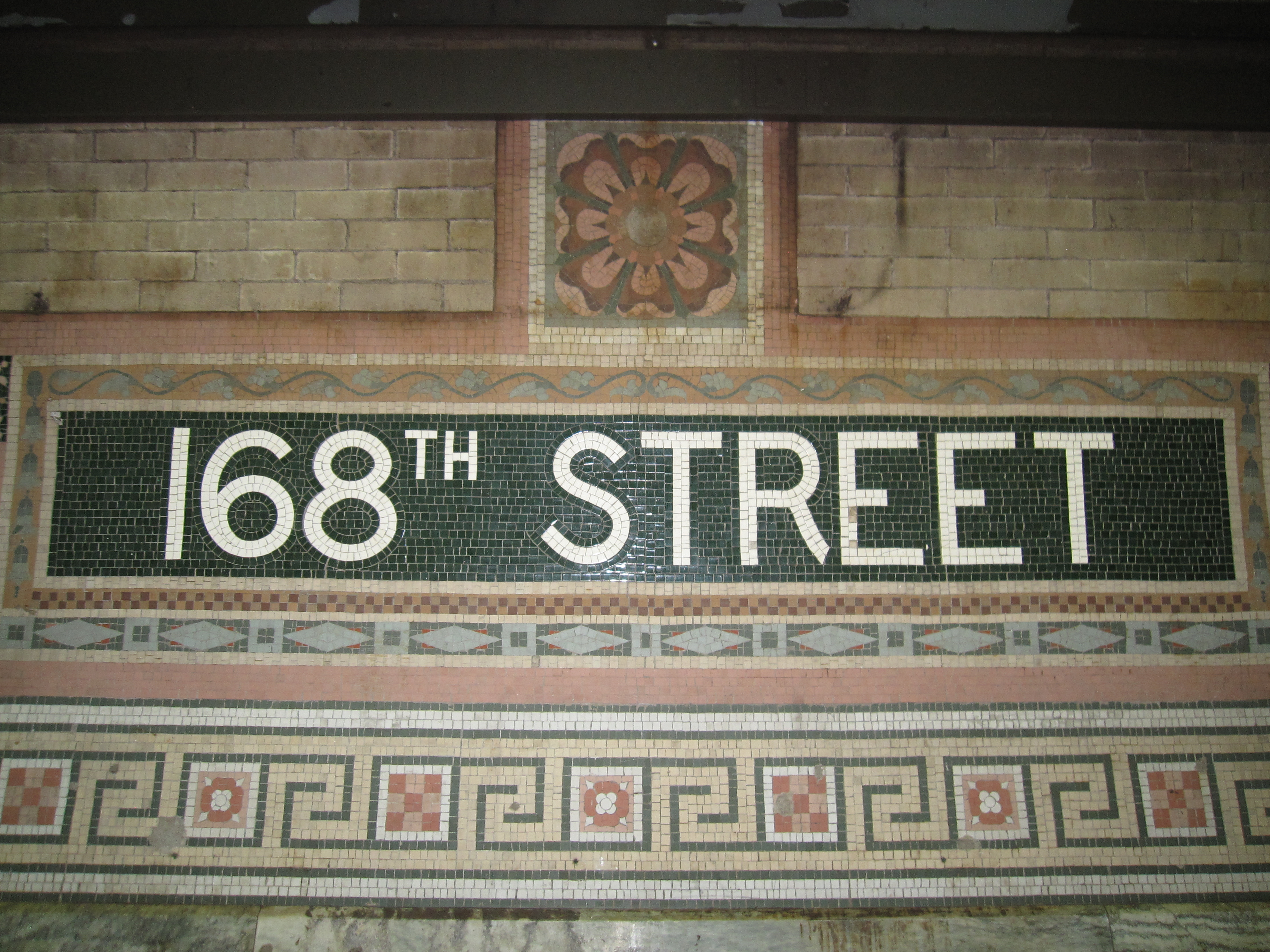
Именная мозаика
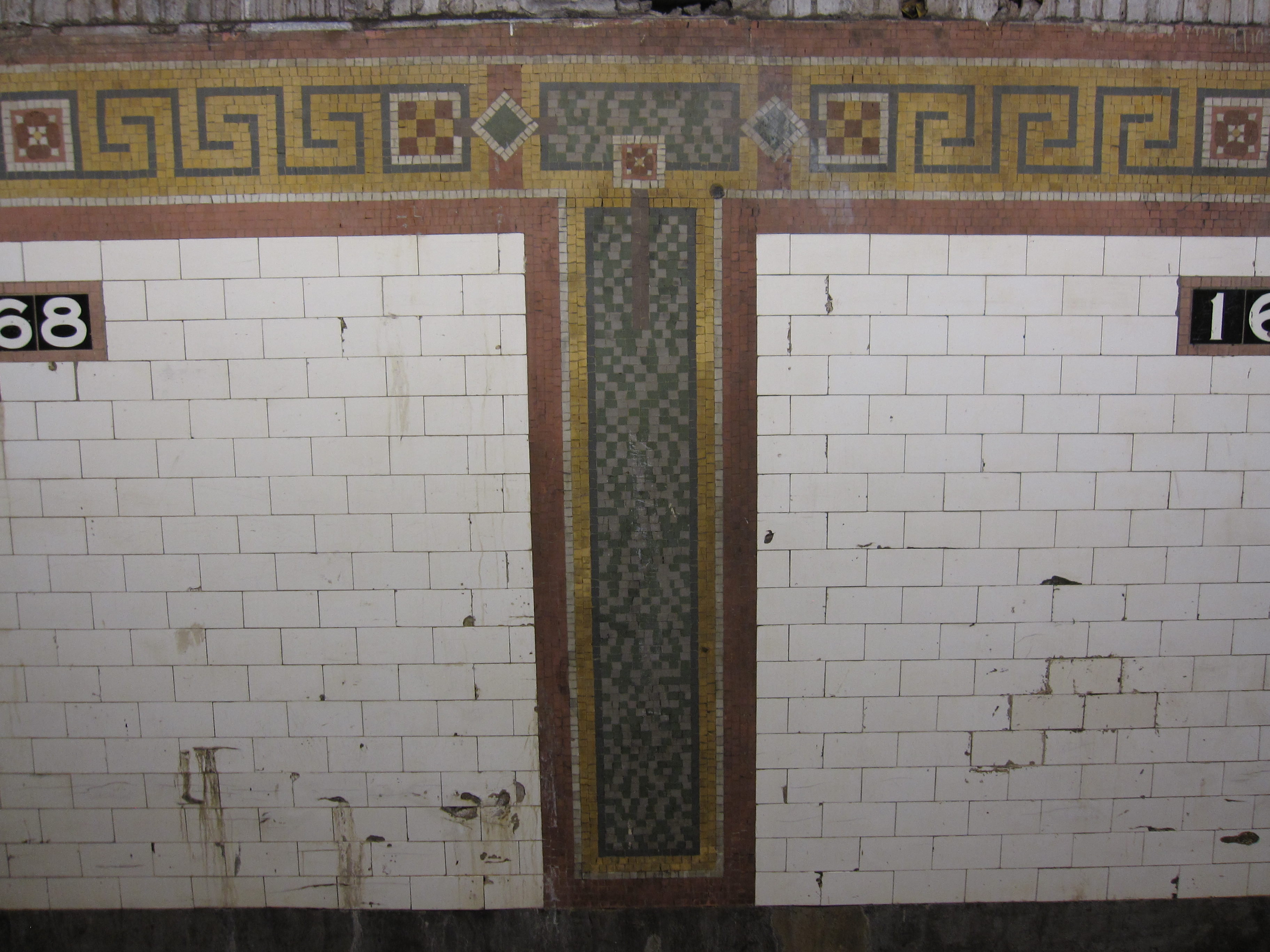

## Платформы линии Восьмой авеню, Ай-эн-ди

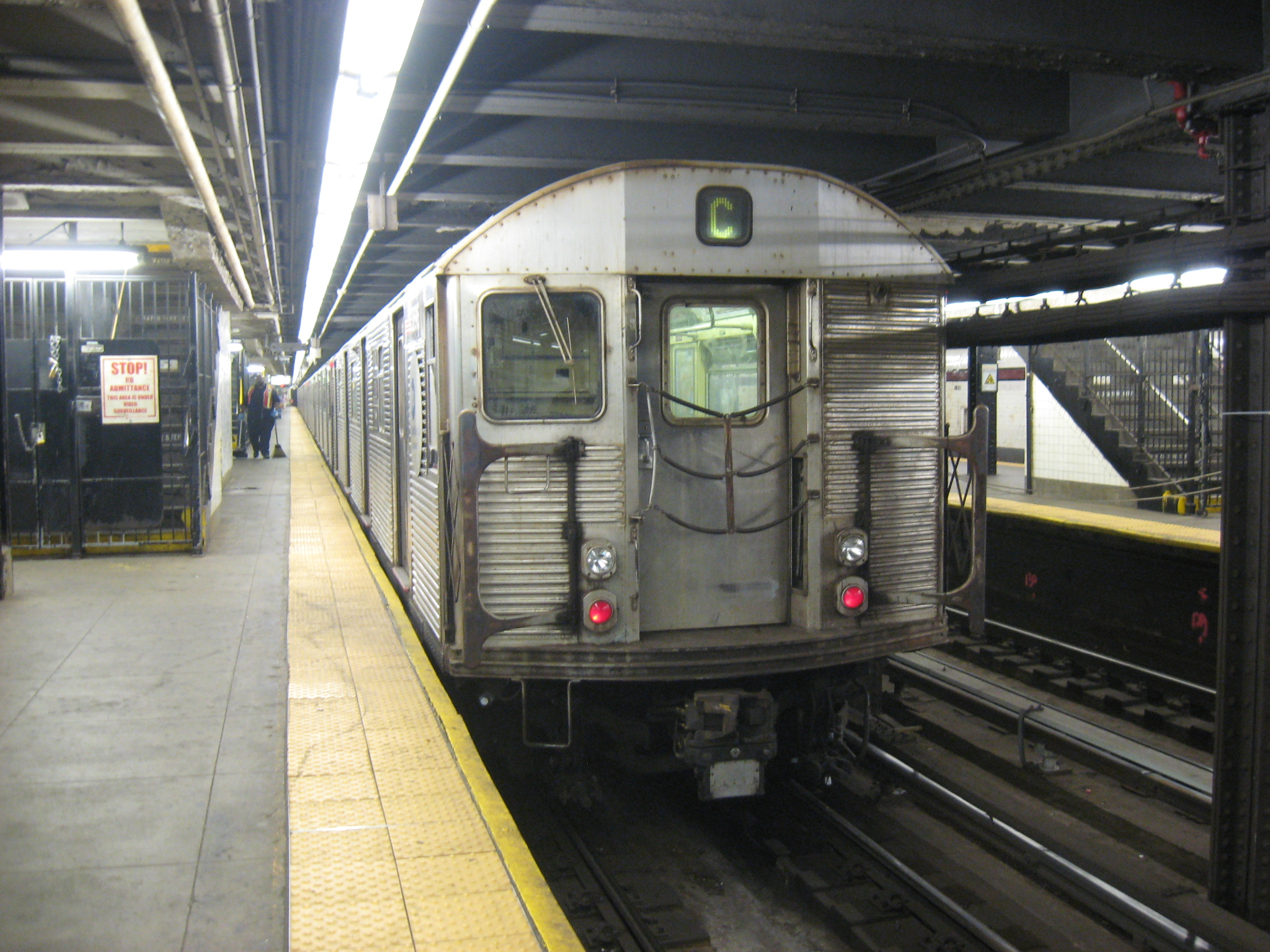
Поезд R32

|     |   |   |     |     |   |   |     |
| · э | · | · | · л | · л | · | · | · э |

|     |   |   |     |     |   |   |     |
| · э | · | · | · л | · л | · | · | · э |

«168-я улица» (англ. 168th Street) — станция Нью-Йоркского метрополитена, расположенная на линии Восьмой авеню, Ай-эн-ди.  На станции останавливаются маршруты A (круглосуточно) и C (круглосуточно, кроме ночи). Станция является северной конечной для маршрута C. Экспресс-пути используются маршрутом A (круглосуточно, кроме ночи). Локальные пути используются маршрутами A (ночью) и C (круглосуточно, кроме ночи). Станция открылась 10 сентября 1932 года и состоит из двух островных платформ и четырёх путей. При этом, в отличие от большинства подобных станций, внешние пути используются экспрессами, а внутренние — локальными поездами. К северу от станции внутренние пути уходят в подземное депо «174-я улица» и служат для оборота тех поездов, для которых станция является конечной (маршрут C). Внешние пути продолжаются дальше.

## Соседние станции
| Условные обозначения |
| для дней и часов работы маршрутов (более точно указано во всплывающих подсказках при этих обозначениях): |
| --- |
| круглосуточно круглосуточно, кроме ночи круглосуточно, кроме будней днём (либо часов пик) в пиковом направлении в будни днём (и, возможно, вечером) в будни круглосуточно в часы пик в будни днём (либо в часы пик) в пиковом направлении в будни днём (либо в часы пик) в направлении, обратном пиковому в выходные ночью ночью и в выходные (и, возможно, вечером) нет движения поездов |

| Предыдущая станция | ЛинияНазвание станции                               | Следующая станция                                         |
| ------------------ | --------------------------------------------------- | --------------------------------------------------------- |
| 181-я улица · (1)  | линия Бродвея и Седьмой авеню, Ай-ар-ти 168-я улица | 157-я улица · (1)                                         |
| 175-я улица · (A)  | линия Восьмой авеню, Ай-эн-ди 168-я улица           | 145-я улица · (A) · 163-я улица — Амстердам-авеню · (A C) |